# Ratti (cognome)
Ratti è un cognome di lingua italiana.

## Varianti
Rattaro, Rattazzi, Rattazzo.

## Origine e diffusione
Cognome tipicamente lombardo, è presente prevalentemente nel milanese, lecchese, bergamasco, comasco, spezzino e massese.
Potrebbe derivare dal termine dialettale ratt, "topo", ad indicare forse la capacità del capostipite di correre velocemente, o da un toponimo.
In Italia conta circa 3452 presenze.
La variante Rattaro è ligure e piemontese; Rattazzi è piemontese, milanese, savonese e genovese; Rattazzo è lombardo e piemontese.

## Persone
- Papa Pio XI, nato Achille Ratti – 259º vescovo di Roma e pontefice della Chiesa cattolica (1857-1939)
- Agostino Ratti (1699-1775) – pittore italiano
- Alfredo Ratti (...-...) – calciatore italiano